# Living My Life
A Living My Life Grace Jones amerikai énekesnő 1982-ben megjelent hatodik nagylemeze. Műfaja: reggae, new wave, dance és soul, kiadója az Island Records. A felvételek és a keverés a Bahamákon, a Nassauban található Compass Point Studiosban készültek. Ez volt  az utolsó album abból a három nagylemezből, melyeket Jones a Compass Point Studiosban készített. Az énekesnő mindegyik dalnak kizárólagos szerzője vagy társszerzője volt, az egyetlen kivételt a The Apple Stretching jelenti, ami Melvin Van Peebles szerzeményének a feldolgozása. (Az eredeti dal egyébként a Waltz of the Stork című Broadway-musical része.) Noha a nagylemez számára felvették a címadó Living My Life című dalt is, de az végül mégsem került az albumra. 1983-ban Portugáliában adták ki kislemezen, kétféle változatban. 1985-ben a Love Is the Drug remixét tartalmazó kislemez „B” oldalán szerepelt.

## A dalok

### „A” oldal
1. My Jamaican Guy (Grace Jones) – 6:00
2. Nipple to the Bottle (Grace Jones – Sly Dunbar) – 5:55
3. The Apple Stretching (Melvin Van Peebles) – 7:08

### „B” oldal
1. Everybody Hold Still (Grace Jones – Barry Reynolds) – 3:10
2. Cry Now, Laugh Later (Grace Jones – Barry Reynolds) – 5:00
3. Inspiration (Grace Jones – Barry Reynolds) – 4:35
4. Unlimited Capacity for Love (Grace Jones – Barry Reynolds) – 5:45

## Közreműködők
- Grace Jones (ének)
- Wally Badarou (billentyűs hangszerek)
- Mikey Chung (gitár)
- Barry Reynolds (gitár)
- Robbie Shakespeare (basszusgitár)
- Uziah „Sticky” Thompson (ütős hangszerek)
- Sly Dunbar (dobok)
- Alex Sadkin (kézi orgona)
- Chris Blackwell (producer)
- Alex Sadkin (producer, hangmérnök, keverés)
- Steven Stanley (hangmérnök, keverés)
- Benji Armbrister (segédhangmérnök)
- Michael Brauer (keverés)
- Ted Jensen (maszterelés)
- Jean Paul Goude (design, fotó)
- Rob O'Connor (design)
- Trevor Rogers (fotó)

## Különböző kiadások

### LP
- 1982 Island Records (204 753-320, NSZK)
- 1982 Island Records (90018-1, Egyesült Államok)
- 1982 Island Records (ILPS 9722, Anglia)
- 1982 Island Records (ILPM 9722, Anglia)
- 1982 Island Records (ORL 19722, Olaszország)
- 1982 Island Records (79 00181, Kanada)
- 1982 Island Records (LSI 11022, Jugoszlávia)
- 1982 Island Records (I-204.753, Spanyolország)
- 1982 Island Records (6313 421, Franciaország)
- 1982 Island Records (PILPS 9722, Anglia, képlemez, korlátozott példányszámban)

### Kazetta
- 1982 Island Records (ISMC 18, Kanada)

### CD
- 1989 Island Masters (IMCD 18, Európa)

## Kimásolt kislemezek

### Kislemezek
- 1982 My Jamaican Guy (Edited Version) / J. A. Guys (Dub Version of My Jamaican Guy) (Festival Records, K 8995, Ausztrália)
- 1982 Nipple to the Bottle / The Apple Stretching (Island Records, 104.706, Hollandia)
- 1982 Nipple to the Bottle / The Apple Stretching (Island Records, WIP 26779, Olaszország)
- 1982 Nipple to the Bottle / J. A. Guys (Dub Version of My Jamaican Guy) (Island Records, 7-99963, Egyesült Államok)
- 1982 The Apple Stretching / Nipple to the Bottle (Island Records, WIP 6779, Anglia)
- 1982 The Apple Stretching / Nipple to the Bottle (Club Cut) (Island Records, PWIP 6779, Anglia, képlemez)
- 1982 Unlimited Capacity for Love / My Jamaican Guy (Dub Version) (Island Records, 105 095, NSZK)
- 1983 My Jamaican Guy / Cry Now, Laugh Later (Island Records, IS 103, Anglia)
- 1983 My Jamaican Guy / Cry Now, Laugh Later (Island Records, ISP 103, Anglia, képlemez)
- 1983 Private Life / My Jamaican Guy (Island Records, 108 327, NSZK)
- 1986 Private Life / My Jamaican Guy (Island Records, ISG 273, Anglia)
- 1986 Private Life / My Jamaican Guy (Island Records, IS 273, Anglia)

### Maxik
- 1982 Nipple to the Bottle / J. A. Guys (Dub Version of My Jamaican Guy) (Island Records, 0-99964, Egyesült Államok)
- 1982 Nipple to the Bottle / Cry Now, Laugh Later (Island Records, 79 99640, Kanada)
- 1982 Nipple to the Bottle (Club Cut) / The Apple Stretching (Island Records, 12WIP 6779, Anglia)
- 1982 Nipple to the Bottle / The Apple Stretching (Island Records, 600.687, Hollandia)
- 1982 The Apple Stretching / Nipple to the Bottle (Island Records, 600 687, NSZK)
- 1982 The Apple Stretching / Nipple to the Bottle (Island Records, 12WIP 6779, Anglia)
- 1983 Cry Now, Laugh Later / Cry Now, Laugh Later (Dub Version) / Nipple to the Bottle (Dub Version) (Island Records, 0-99916, Egyesült Államok)
- 1983 Cry Now, Laugh Later / Cry Now, Laugh Later (Dub Version) / Nipple to the Bottle (Dub Version) (Island Records, 79 99160, Kanada)
- 1983 Cry Now, Laugh Later / Cry Now, Laugh Later (Dub Version) / Nipple to the Bottle (Dub Version) (Island Records, DMD 603, Egyesült Államok, promóciós lemez)
- 1983 My Jamaican Guy (Edited Version) / J. A. Guys (Dub Version of My Jamaican Guy) / Cry Now, Laugh Later (Island Records, 600 735, NSZK)
- 1983 My Jamaican Guy (Edited Version) / J. A. Guys (Dub Version of My Jamaican Guy) / Cry Now, Laugh Later (Island Records, 12 IS 103, Anglia)
- 1985 Pull Up to the Bumper / Nipple to the Bottle (Island Records, 0-96862, Egyesült Államok)
- 1985 Pull Up to the Bumper (Remix) / La Vie en Rose / Nipple to the Bottle (Island Records, 602 138, NSZK)
- 1985 Pull Up to the Bumper (Remix) / La Vie en Rose / Nipple to the Bottle (Island Records, 12 IS 240, Anglia)
- 1985 Pull Up to the Bumper (Remix) / La Vie en Rose / Nipple to the Bottle (Island Records, 12 ISP 240, Anglia, képlemez)
- 1985 Pull Up to the Bumper (Remix) / La Vie en Rose / Nipple to the Bottle (Festival Records, X 14 270, Ausztrália)
- 1986 Grace Jones Musclemix / Pull Up to the Bumper (Remix) / Nipple to the Bottle (Island Records, IS 1089, Kanada)
- 1986 Private Life (Remix) / My Jamaican Guy (Remix) / Feel Up / She’s Lost Control (Island Records, 12 IS 273, Anglia)
- 1986 Private Life (Remix) / My Jamaican Guy (Remix) / Feel Up / She’s Lost Control (Island Records, 608 327, NSZK)

## Az album slágerlistás helyezései
- Anglia: 1982. november. Legmagasabb pozíció: 15. hely
- Egyesült Államok, Billboard Black Albums: 1982. Legmagasabb pozíció: 19. hely
- Egyesült Államok, Billboard Pop Albums: 1982. Legmagasabb pozíció: 86. hely
- Norvégia: 1982. A 48. héttől 8 hétig. Legmagasabb pozíció: 13. hely
- NSZK: 1982. Legmagasabb pozíció: 46. hely
- Svédország: 1982. december 7-től 5 hétig. Legmagasabb pozíció: 7. hely

## Legnépszerűbb slágerek
- Nipple to the Bottle

Egyesült Államok, Billboard Black Singles: 1982. Legmagasabb pozíció: 64. hely
 
Egyesült Államok, Billboard Club Play: 1982. Legmagasabb pozíció: 33. hely
- Cry Now, Laugh Later

Egyesült Államok, Billboard Black Singles: 1982. Legmagasabb pozíció: 17. hely

Egyesült Államok, Billboard Club Play: 1982. Legmagasabb pozíció: 2. hely
- My Jamaican Guy

## Külső hivatkozások
- Dalszöveg: My Jamaican Guy
- Dalszöveg: Nipple to the Bottle
- Dalszöveg: The Apple Stretching
- Dalszöveg: Cry Now, Laugh Later
- Dalszöveg: Inspiration
- Dalszöveg: Unlimited Capacity for Love
- Videó: My Jamaican Guy
- Videó: Nipple to the Bottle